# Denis Zakaria
Denis Zakaria, né le 20 novembre 1996 à Genève (Suisse), est footballeur international suisse qui évolue au poste de milieu de terrain à l'AS Monaco, dont il est capitaine depuis 2024.

## Biographie

### Carrière en club

#### Servette FC (2014-2015)
Formé au Servette FC, Denis Zakaria intègre la première équipe du club en janvier 2015. Il doit cependant patienter jusqu'en mai pour fêter sa première titularisation en Challenge League.

#### Young Boys (2015-2017)
En juin 2015, Denis Zakaria signe en faveur des Young Boys de Berne jusqu'en 2019 pour un transfert évalué à près de 400 000 francs suisses. Il fait ses débuts en Super League au Letzigrund le 18 juillet contre le FC Zurich (1-1), en rentrant à la place de l'attaquant Alexander Gerndt à la 79e minute.
Il réalise ses premiers pas en Coupe d'Europe avec les Bernois au troisième tour de la Ligue des champions face à l'AS Monaco, en entrant à l'heure de jeu au match aller. Il joue pour la première fois en équipe nationale contre la Belgique lors d'un match amical au Stade de Genève le 28 mai 2016. Il remplace Blerim Džemaili à la 78e minute de jeu.
Sa valeur marchande équivaut à la fin de la saison 2015-2016 à 2,5 millions de francs suisses, soit six fois plus que le montant de son transfert en 2015. 

#### Borussia Mönchengladbach (2017-2022)
En juin 2017, Denis Zakaria s’engage pour cinq ans avec le Borussia Mönchengladbach, pour un transfert estimé à 12 millions d’euros.

#### Juventus FC (2022-2023)
Le 31 janvier 2022, la Juventus trouve un accord avec le Borussia Mönchengladbach pour un transfert de 5 millions d'euros, dont 3 millions d'euros de bonus jusqu'en 2026.
Denis Zakaria fête sa première apparition contre le Hellas Vérone et marque le deuxième but de la rencontre.

#### Chelsea (2022-2023)
Le 2 septembre 2022, il est envoyé en prêt à Chelsea jusqu'à la fin de la saison avec une option d'achat dont le montant de la clause n'a pas été divulgué.

#### AS Monaco (depuis 2023)
Le 14 août 2023, Denis Zakaria s'engage en faveur de l'AS Monaco en paraphant un contrat de cinq ans jusqu'en 2028,.  Il y retrouvera Adi Hütter, son entraîneur précédent aux Young Boys et au Borussia Mönchengladbach. Lors de la 3e journée, il concède un pénalty en début de match sur le terrain du FC Nantes. Le 5 novembre 2023, il est titulaire et marque de la tête sur corner lors d'une victoire deux à zéro contre le Stade brestois. Le 27 janvier 2024, lors du match nul contre l'Olympique de Marseille, il écope de deux cartons jaunes, synonyme d'exclusion. Le 11 février suivant, il marque un doublé dont un but de loin sur le terrain de l'OGC Nice, participant ainsi à la victoire dans le derby. Le 21 avril 2024, il score un nouveau but d'un subtil enroulé du pied droit sur le terrain du Stade Brestois.   
La saison suivante, lors des 28e et 29e journée, il marque coup sur coup sur le terrain du Stade brestois et contre l'Olympique de Marseille,. Le 10 mai 2025, il marque son sixième but et dernier but de la saison en championnat de la tête lors de la réception de l'Olympique Lyonnais.   
Lors du premier match de la saison 2025-2026, il offre une passe décisive pour faire le break à son coéquipier Maghnes Akliouche.   

### En sélection
Denis Zakaria est retenu parmi les 23 sélectionnés de la Nati pour disputer l'Euro 2016 en France. Les Suisses seront éliminés par la Pologne en huitièmes de finale.
Il est retenu par le sélectionneur Vladimir Petković dans la liste des 23 joueurs pour participer à la Coupe du monde 2018, qui se déroule en Russie. Il prend part à deux matchs lors de ce tournoi. La Suisse se hisse jusqu'en huitièmes de finale, où elle est battue par la Suède.
Il est retenu par le sélectionneur de la Suisse, Vladimir Petković, dans la liste des 26 joueurs suisses afin de participer à l'Euro 2020. Les Suisses iront jusqu'en quarts-de-finale éliminés par l'Espagne aux tirs au but.
Le 9 novembre 2022, il est sélectionné par Murat Yakın pour participer à la Coupe du monde 2022 au Qatar.
En juin 2024, il figure dans la liste de 26 joueurs appelés par Murat Yakın pour l'Euro 2024. 

## Statistiques
| Saison                | Club                     | Championnat           | Championnat | Championnat | Coupe(s) nationale(s) | Coupe(s) nationale(s) | Supercoupe | Supercoupe | Compétition(s) continentale(s) | Compétition(s) continentale(s) | Compétition(s) continentale(s) | Total | Total |
| Saison                | Club                     | Division              | M.          | B.          | M.                    | B.                    | M.         | B.         | Comp.                          | M.                             | B.                             | M.    | B.    |
| 2014-2015             | Servette FC              | Challenge League      | 6           | 2           | -                     | -                     | -          | -          | -                              | -                              | -                              | 6     | 2     |
| 2015-2016             | BSC Young Boys           | Super League          | 27          | 1           | 3                     | 0                     | -          | -          | C1+C3                          | 1+2                            | 0+0                            | 33    | 1     |
| 2016-2017             | BSC Young Boys           | Super League          | 23          | 1           | 4                     | 0                     | -          | -          | C1+C3                          | 2+5                            | 0+0                            | 34    | 1     |
| Sous-total            | Sous-total               | Sous-total            | 50          | 2           | 7                     | 0                     | -          | -          | -                              | 10                             | 0                              | 67    | 2     |
| 2017-2018             | Borussia Mönchengladbach | Bundesliga            | 30          | 2           | 3                     | 0                     | -          | -          | -                              | -                              | -                              | 33    | 2     |
| 2018-2019             | Borussia Mönchengladbach | Bundesliga            | 31          | 4           | 1                     | 0                     | -          | -          | -                              | -                              | -                              | 32    | 4     |
| 2019-2020             | Borussia Mönchengladbach | Bundesliga            | 23          | 2           | 2                     | 0                     | -          | -          | C3                             | 6                              | 0                              | 31    | 2     |
| 2020-2021             | Borussia Mönchengladbach | Bundesliga            | 25          | 1           | 2                     | 0                     | -          | -          | C1                             | 5                              | 0                              | 32    | 1     |
| 2021-2022             | Borussia Mönchengladbach | Bundesliga            | 16          | 2           | 2                     | 0                     | -          | -          | -                              | -                              | -                              | 18    | 2     |
| Sous-total            | Sous-total               | Sous-total            | 125         | 11          | 10                    | 0                     | -          | -          | -                              | 11                             | 0                              | 146   | 11    |
| 2021-2022             | Juventus FC              | Serie A               | 9           | 1           | 3                     | 0                     | -          | -          | C1                             | 1                              | 0                              | 13    | 1     |
| 2022-2023             | Juventus FC              | Serie A               | 2           | 0           | -                     | -                     | -          | -          | C1                             | -                              | -                              | 2     | 0     |
| Sous-total            | Sous-total               | Sous-total            | 11          | 1           | 3                     | 0                     | -          | -          | -                              | 1                              | 0                              | 15    | 1     |
| 2022-2023             | Chelsea FC (prêt)        | Premier League        | 7           | 0           | 2                     | 0                     | -          | -          | C1                             | 2                              | 1                              | 11    | 1     |
| 2023-2024             | AS Monaco FC             | Ligue 1               | 25          | 4           | 3                     | 0                     | -          | -          | -                              | -                              | -                              | 28    | 4     |
| 2024-2025             | AS Monaco FC             | Ligue 1               | 26          | 6           | -                     | -                     | 1          | 0          | C1                             | 7                              | 1                              | 34    | 7     |
| 2025-2026             | AS Monaco FC             | Ligue 1               | 1           | 0           | -                     | -                     | -          | -          | C1                             | -                              | -                              | 1     | 0     |
| Sous-total            | Sous-total               | Sous-total            | 52          | 10          | 3                     | 0                     | 1          | 0          | -                              | 7                              | 1                              | 63    | 11    |
| Total sur la carrière | Total sur la carrière    | Total sur la carrière | 251         | 26          | 25                    | 0                     | 1          | 0          | -                              | 31                             | 2                              | 308   | 28    |

### En sélection nationale
| Saison                | Sélection             | Phases finales              | Phases finales | Phases finales | Phases finales | Éliminatoires | Éliminatoires | Éliminatoires | Ligue Nations UEFA | Ligue Nations UEFA | Ligue Nations UEFA | Matchs amicaux | Matchs amicaux | Matchs amicaux | Total | Total | Total |
| Saison                | Sélection             | Compétition                 | M              | B              | Pd             | M             | B             | Pd            | M                  | B                  | Pd                 | M              | B              | Pd             | M     | B     | Pd    |
| --------------------- | --------------------- | --------------------------- | -------------- | -------------- | -------------- | ------------- | ------------- | ------------- | ------------------ | ------------------ | ------------------ | -------------- | -------------- | -------------- | ----- | ----- | ----- |
| 2015-2016             | Suisse                | Euro 2016                   | 0              | 0              | 0              | -             | -             | -             | -                  | -                  | -                  | 2              | 0              | 0              | 2     | 0     | 0     |
| 2016-2017             | Suisse                | -                           | -              | -              | -              | 1             | 0             | 0             | -                  | -                  | -                  | -              | -              | -              | 1     | 0     | 0     |
| 2017-2018             | Suisse                | Coupe du monde 2018         | 2              | 0              | 1              | 6             | 0             | 0             | -                  | -                  | -                  | 1              | 0              | 0              | 9     | 0     | 1     |
| 2018-2019             | Suisse                | Ligue des nations 2018-2019 | 2              | 0              | 0              | 2             | 1             | 0             | 4                  | 1                  | 1                  | 2              | 0              | 0              | 10    | 2     | 1     |
| 2019-2020             | Suisse                | -                           | -              | -              | -              | 6             | 1             | 1             | -                  | -                  | -                  | -              | -              | -              | 6     | 1     | 1     |
| 2020-2021             | Suisse                | Euro 2020                   | 2              | 0              | 0              | 2             | 0             | 0             | -                  | -                  | -                  | 2              | 0              | 0              | 6     | 0     | 0     |
| 2021-2022             | Suisse                | -                           | -              | -              | -              | 5             | 0             | 0             | -                  | -                  | -                  | 1              | 0              | 0              | 6     | 0     | 0     |
| 2022-2023             | Suisse                | Coupe du monde 2022         | 2              | 0              | 0              | 4             | 0             | 1             | 2                  | 0                  | 0                  | 1              | 0              | 0              | 9     | 0     | 1     |
| 2023-2024             | Suisse                | Euro 2024                   | 1              | 0              | 0              | 3             | 0             | 0             | -                  | -                  | -                  | 2              | 0              | 0              | 6     | 0     | 0     |
| 2024-2025             | Suisse                | -                           | -              | -              | -              | -             | -             | -             | 2                  | 0                  | 0                  | 2              | 0              | 0              | 4     | 0     | 0     |
| Total sur la carrière | Total sur la carrière | Total sur la carrière       | 9              | 0              | 1              | 29            | 2             | 2             | 8                  | 1                  | 1                  | 13             | 0              | 0              | 59    | 3     | 4     |

### Liste des matches internationaux
| Matches internationaux de Denis Zakaria | Matches internationaux de Denis Zakaria | Matches internationaux de Denis Zakaria            | Matches internationaux de Denis Zakaria | Matches internationaux de Denis Zakaria | Matches internationaux de Denis Zakaria | Matches internationaux de Denis Zakaria                                |
|                                         | Date                                    | Lieu                                               | Adversaire                              | Résultat                                | Compétition                             | Notes                                                                  |
| --------------------------------------- | --------------------------------------- | -------------------------------------------------- | --------------------------------------- | --------------------------------------- | --------------------------------------- | ---------------------------------------------------------------------- |
| 1.                                      | 28 mai 2016                             | Stade de Genève, Genève, Suisse                    | Belgique                                | 1 - 2                                   | Match amical                            | Entré en jeu à la place de Blerim Džemaili à la 78e minute de jeu.     |
| 2.                                      | 3 juin 2016                             | Stadio comunale Cornaredo, Lugano, Suisse          | Moldavie                                | 2 - 1                                   | Match amical                            | Entré en jeu à la place de Blerim Džemaili à la 77e minute de jeu.     |
| 3.                                      | 10 octobre 2016                         | Estadi Nacional, Andorre-la-Vieille, Andorre       | Andorre                                 | 1 - 2                                   | Éliminatoires Coupe du monde 2018       | Entré en jeu à la place de Gelson Fernandes à la 66e minute de jeu.    |
| 4.                                      | 31 août 2017                            | Kybunpark, Saint-Gall, Suisse                      | Andorre                                 | 3 - 0                                   | Éliminatoires Coupe du monde 2018       | Entré en jeu à la place de Granit Xhaka à la 66e minute de jeu.        |
| 5.                                      | 3 septembre 2017                        | Skonto Stadion, Riga, Lettonie                     | Lettonie                                | 0 - 3                                   | Éliminatoires Coupe du monde 2018       | Entré en jeu à la place de Granit Xhaka à la 77e minute de jeu.        |
| 6.                                      | 7 octobre 2017                          | Parc Saint-Jacques, Bâle, Suisse                   | Hongrie                                 | 5 - 2                                   | Éliminatoires Coupe du monde 2018       | Entré en jeu à la place de Fabian Frei à la 73e minute de jeu.         |
| 7.                                      | 10 octobre 2017                         | Estádio da Luz, Lisbonne, Portugal                 | Portugal                                | 2 - 0                                   | Éliminatoires Coupe du monde 2018       | Entré en jeu à la place de Remo Freuler à la 46e minute de jeu.        |
| 8.                                      | 9 novembre 2017                         | Windsor Park, Belfast, Irlande du Nord             | Irlande du Nord                         | 0 - 1                                   | Éliminatoires Coupe du monde 2018       | Titulaire.                                                             |
| 9.                                      | 12 novembre 2017                        | Parc Saint-Jacques, Bâle, Suisse                   | Irlande du Nord                         | 0 - 0                                   | Éliminatoires Coupe du monde 2018       | Titulaire.                                                             |
| 10.                                     | 3 juin 2018                             | Stade de la Cerámica, Vila-real, Espagne           | Espagne                                 | 1 - 1                                   | Match amical                            | Titulaire.                                                             |
| 11.                                     | 17 juin 2018                            | Rostov Arena, Rostov-sur-le-Don, Russie            | Brésil                                  | 1 - 1                                   | Coupe du monde 2018                     | Entré en jeu à la place de Valon Behrami à la 70e minute de jeu.       |
| 12.                                     | 27 juin 2018                            | Stade de Nijni Novgorod, Nijni Novgorod, Russie    | Costa Rica                              | 2 - 2                                   | Coupe du monde 2018                     | Entré en jeu à la place de Valon Behrami à la 60e minute de jeu.       |
| 13.                                     | 8 septembre 2018                        | Kybunpark, Saint-Gall, Suisse                      | Islande                                 | 6 - 0                                   | Ligue des nations 2018-2019             | Titulaire.                                                             |
| 14.                                     | 11 septembre 2018                       | King Power Stadium, Leicester, Angleterre          | Angleterre                              | 1 - 0                                   | Ligue des nations 2018-2019             | Titulaire et remplacé par Edimilson Fernandes à la 66e minute de jeu.  |
| 15.                                     | 12 octobre 2018                         | Stade Roi Baudouin, Bruxelles, Belgique            | Belgique                                | 2 - 1                                   | Ligue des nations 2018-2019             | Titulaire et remplacé par Edimilson Fernandes à la 83e minute de jeu.  |
| 16.                                     | 15 octobre 2018                         | Laugardalsvöllur, Reykjavik, Islande               | Islande                                 | 1 - 2                                   | Ligue des nations 2018-2019             | Titulaire.                                                             |
| 17.                                     | 14 novembre 2018                        | Stadio comunale Cornaredo, Lugano, Suisse          | Qatar                                   | 0 - 1                                   | Match amical                            | Titulaire et remplacé par Djibril Sow à la 68e minute de jeu.          |
| 18.                                     | 18 novembre 2018                        | Swissporarena, Lucerne, Suisse                     | Belgique                                | 5 - 2                                   | Ligue des nations 2018-2019             | Entré en jeu à la place de Remo Freuler à la 79e minute de jeu.        |
| 19.                                     | 23 mars 2019                            | Stade Boris-Paichadze, Tbilissi, Géorgie           | Géorgie                                 | 0 - 2                                   | Éliminatoires Euro 2020                 | Titulaire.                                                             |
| 20.                                     | 26 mars 2019                            | Parc Saint-Jacques, Bâle, Suisse                   | Danemark                                | 3 - 3                                   | Éliminatoires Euro 2020                 | Titulaire.                                                             |
| 21.                                     | 5 juin 2019                             | Stade du Dragon, Porto, Portugal                   | Portugal                                | 3 - 1                                   | Ligue des nations 2018-2019             | Titulaire et remplacé par Edimilson Fernandes à la 71e minute de jeu.  |
| 22.                                     | 9 juin 2019                             | Stade D.-Afonso-Henriques, Guimarães, Portugal     | Angleterre                              | 0 - 0 (5 tab à 6)                       | Ligue des nations 2018-2019             | Entré en jeu à la place de Edimilson Fernandes à la 61e minute de jeu. |
| 23.                                     | 5 septembre 2019                        | Aviva Stadium, Dublin, Irlande                     | République d'Irlande                    | 1 - 1                                   | Éliminatoires Euro 2020                 | Titulaire.                                                             |
| 24.                                     | 8 septembre 2019                        | Stade de Tourbillon, Sion, Suisse                  | Gibraltar                               | 4 - 0                                   | Éliminatoires Euro 2020                 | Titulaire.                                                             |
| 25.                                     | 12 octobre 2019                         | Parken Stadium, Copenhague, Danemark               | Danemark                                | 1 - 0                                   | Éliminatoires Euro 2020                 | Titulaire.                                                             |
| 26.                                     | 15 octobre 2019                         | Stade de Genève, Genève, Suisse                    | République d'Irlande                    | 2 - 0                                   | Éliminatoires Euro 2020                 | Titulaire.                                                             |
| 27.                                     | 15 novembre 2019                        | Kybunpark, Saint-Gall, Suisse                      | Géorgie                                 | 1 - 0                                   | Éliminatoires Euro 2020                 | Titulaire.                                                             |
| 28.                                     | 18 novembre 2019                        | Victoria Stadium, Gibraltar                        | Gibraltar                               | 1 - 6                                   | Éliminatoires Euro 2020                 | Titulaire et remplacé par Djibril Sow à la 60e minute de jeu.          |
| 29.                                     | 25 mars 2021                            | Stade national Vassil-Levski, Sofia, Bulgarie      | Bulgarie                                | 1 - 3                                   | Éliminatoires Coupe du monde 2022       | Entré en jeu à la place de Steven Zuber à la 75e minute de jeu.        |
| 30.                                     | 28 mars 2021                            | Kybunpark, Saint-Gall, Suisse                      | Lituanie                                | 1 - 0                                   | Éliminatoires Coupe du monde 2022       | Entré en jeu à la place de Remo Freuler à la 66e minute de jeu.        |
| 31.                                     | 28 mars 2021                            | Kybunpark, Saint-Gall, Suisse                      | Finlande                                | 3 - 2                                   | Match amical                            | Titulaire et remplacé par Ruben Vargas à la 55e minute de jeu.         |
| 32.                                     | 30 mai 2021                             | Kybunpark, Saint-Gall, Suisse                      | États-Unis                              | 2 - 1                                   | Match amical                            | Titulaire.                                                             |
| 33.                                     | 12 juin 2021                            | Stade olympique de Bakou, Bakou, Azerbaïdjan       | Pays de Galles                          | 1 - 1                                   | Euro 2020                               | Entré en jeu à la place de Xherdan Shaqiri à la 66e minute de jeu.     |
| 34.                                     | 2 juillet 2021                          | Stade Krestovski, Saint-Pétersbourg, Russie        | Espagne                                 | 1 - 1 (1 tab à 3)                       | Euro 2020                               | Titulaire et remplacé par Fabian Schär à la 101e minute de jeu.        |
| 35.                                     | 1er septembre 2021                      | Parc Saint-Jacques, Bâle, Suisse                   | Grèce                                   | 2 - 1                                   | Match amical                            | Titulaire.                                                             |
| 36.                                     | 5 septembre 2021                        | Parc Saint-Jacques, Bâle, Suisse                   | Italie                                  | 0 - 0                                   | Éliminatoires Coupe du monde 2022       | Entré en jeu à la place de Djibril Sow à la 63e minute de jeu.         |
| 37.                                     | 8 septembre 2021                        | Windsor Park, Belfast, Irlande du Nord             | Irlande du Nord                         | 0 - 0                                   | Éliminatoires Coupe du monde 2022       | Titulaire et remplacé par Michel Aebischer à la 86e minute de jeu.     |
| 38.                                     | 9 octobre 2021                          | Stade de Genève, Genève, Suisse                    | Irlande du Nord                         | 2 - 0                                   | Éliminatoires Coupe du monde 2022       | Titulaire.                                                             |
| 39.                                     | 12 novembre 2021                        | Stade olympique de Rome, Rome, Italie              | Italie                                  | 1 - 1                                   | Éliminatoires Coupe du monde 2022       | Titulaire.                                                             |
| 40.                                     | 15 novembre 2021                        | Swissporarena, Lucerne, Suisse                     | Bulgarie                                | 4 - 0                                   | Éliminatoires Coupe du monde 2022       | Titulaire.                                                             |
| 41.                                     | 24 septembre 2022                       | Stade de La Romareda, Saragosse, Espagne           | Espagne                                 | 1 - 2                                   | Ligue des nations 2022-2023             | Entré en jeu à la place de Djibril Sow à la 68e minute de jeu.         |
| 42.                                     | 27 septembre 2022                       | Kybunpark, Saint-Gall, Suisse                      | Tchéquie                                | 2 - 1                                   | Ligue des nations 2022-2023             | Entré en jeu à la place de Djibril Sow à la 79e minute de jeu.         |
| 43.                                     | 17 novembre 2022                        | Stade Cheikh-Zayed, Abou Dabi, Émirats arabes unis | Ghana                                   | 2 - 0                                   | Match amical                            | Titulaire.                                                             |
| 44.                                     | 2 décembre 2022                         | Stade 974, Doha, Qatar                             | Serbie                                  | 2 - 3                                   | Coupe du monde 2022                     | Entré en jeu à la place de Xherdan Shaqiri à la 69e minute de jeu.     |
| 45.                                     | 6 décembre 2022                         | Stade de Lusail, Lusail, Qatar                     | Portugal                                | 6 - 1                                   | Coupe du monde 2022                     | Entré en jeu à la place de Remo Freuler à la 54e minute de jeu.        |
| 46.                                     | 25 mars 2023                            | Stade Karađorđe, Novi Sad, Serbie                  | Biélorussie                             | 0 - 5                                   | Éliminatoires Euro 2024                 | Titulaire.                                                             |
| 47.                                     | 28 mars 2023                            | Stade de Genève, Genève, Suisse                    | Israël                                  | 3 - 0                                   | Éliminatoires Euro 2024                 | Titulaire et remplacé par Fabian Rieder à la 74e minute de jeu.        |
| 48.                                     | 16 juin 2023                            | Estadi Nacional, Andorre-la-Vieille, Andorre       | Andorre                                 | 1 - 2                                   | Éliminatoires Euro 2024                 | Titulaire et remplacé par Djibril Sow à la 74e minute de jeu.          |
| 49.                                     | 19 juin 2023                            | Swissporarena, Lucerne, Suisse                     | Roumanie                                | 2 - 2                                   | Éliminatoires Euro 2024                 | Titulaire et remplacé par Djibril Sow à la 75e minute de jeu.          |
| 50.                                     | 9 septembre 2023                        | Stade de Fadil Vokrri, Pristina, Kosovo            | Kosovo                                  | 2 - 2                                   | Éliminatoires Euro 2024                 | Titulaire.                                                             |
| 51.                                     | 15 novembre 2023                        | Pancho Aréna, Felcsút, Hongrie                     | Israël                                  | 1 - 1                                   | Éliminatoires Euro 2024                 | Titulaire.                                                             |
| 52.                                     | 15 novembre 2023                        | Parc Saint-Jacques, Bâle, Suisse                   | Kosovo                                  | 1 - 1                                   | Éliminatoires Euro 2024                 | Titulaire.                                                             |
| 53.                                     | 23 mars 2024                            | Parken Stadium, Copenhague, Danemark               | Danemark                                | 0 - 0                                   | Match amical                            | Titulaire et remplacé par Michel Aebischer à la 76e minute de jeu.     |
| 54.                                     | 26 mars 2024                            | Aviva Stadium, Dublin, Irlande                     | République d'Irlande                    | 0 - 1                                   | Match amical                            | Entré en jeu à la place de Vincent Sierro à la 65e minute de jeu.      |
| 55.                                     | 6 juillet 2024                          | Merkur Spiel-Arena, Düsseldorf, Allemagne          | Angleterre                              | 1 - 1 (5 tab à 3)                       | Euro 2024                               | Entré en jeu à la place de Dan Ndoye à la 98e minute de jeu.           |
| 56.                                     | 5 septembre 2024                        | Parken Stadium, Copenhague, Danemark               | Danemark                                | 2 - 0                                   | Ligue des nations 2024-2025             | Entré en jeu à la place de Fabian Rieder à la 65e minute de jeu.       |
| 57.                                     | 8 septembre 2024                        | Stade de Genève, Genève, Suisse                    | Espagne                                 | 1 - 4                                   | Ligue des nations 2024-2025             | Titulaire et remplacé par Vincent Sierro à la 62e minute de jeu.       |
| 58.                                     | 21 mars 2025                            | Windsor Park, Belfast, Irlande du Nord             | Irlande du Nord                         | 1 - 1                                   | Match amical                            | Titulaire.                                                             |
| 59.                                     | 25 mars 2025                            | Kybunpark, Saint-Gall, Suisse                      | Luxembourg                              | 3 - 1                                   | Match amical                            | Entré en jeu à la place de Stefan Gartenmann à la 46e minute de jeu.   |

#### Buts internationaux
| Buts en sélection de Denis Zakaria | Buts en sélection de Denis Zakaria | Buts en sélection de Denis Zakaria       | Buts en sélection de Denis Zakaria | Buts en sélection de Denis Zakaria | Buts en sélection de Denis Zakaria | Buts en sélection de Denis Zakaria |
|                                    | Date                               | Lieu                                     | Adversaire                         | Score                              | Résultat                           | Compétition                        |
| ---------------------------------- | ---------------------------------- | ---------------------------------------- | ---------------------------------- | ---------------------------------- | ---------------------------------- | ---------------------------------- |
| 1.                                 | 8 septembre 2018                   | Kybunpark, Saint-Gall, Suisse            | Islande                            | 2 - 0                              | 6 - 0                              | Ligue des nations 2018-2019        |
| 2.                                 | 23 mars 2019                       | Stade Boris-Paichadze, Tbilissi, Géorgie | Géorgie                            | 0 - 2                              | 0 - 2                              | Éliminatoires Euro 2020            |
| 3.                                 | 8 septembre 2019                   | Stade de Tourbillon, Sion, Suisse        | Gibraltar                          | 1 - 0                              | 4 - 0                              | Éliminatoires Euro 2020            |

## Palmarès
| Servette FC                                       | BSC Young Boys                                          | Juventus Turin                    | AS Monaco                                                                                 |
| ------------------------------------------------- | ------------------------------------------------------- | --------------------------------- | ----------------------------------------------------------------------------------------- |
| - Deuxième division suisse - Vice-champion : 2015 | - Championnat de Suisse - Vice-champion : 2016 et 2017. | Coupe d'Italie - Finaliste : 2022 | - Championnat de France - Vice-champion : 2024 - Trophée des Champions - Finaliste : 2024 |